# Tauernhaus Wisenegg

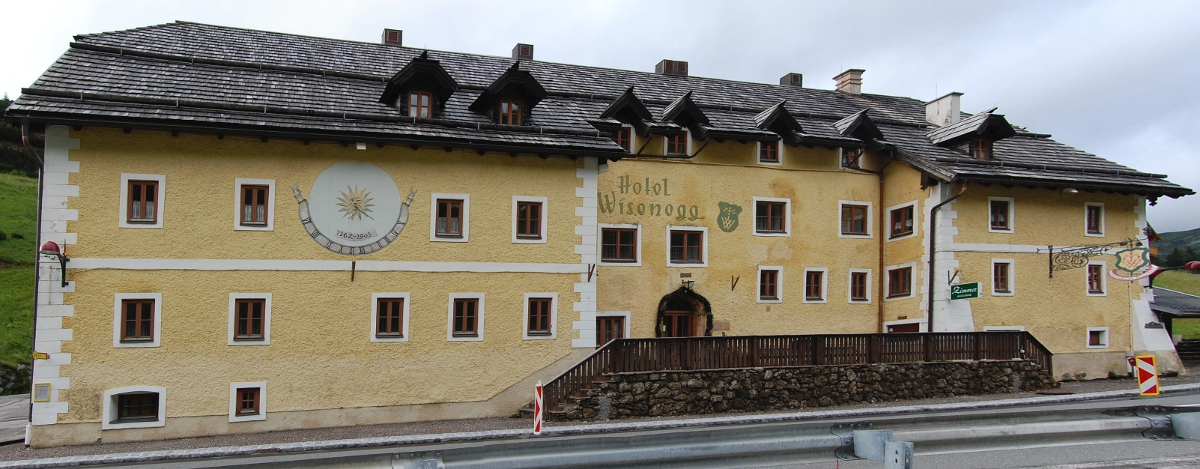
Tauernhaus Wisenegg

Das Tauernhaus Wisenegg ist ein Tauernhaus an der Passstraße des Radstädter Tauernpasses in Obertauern (Bezirk St. Johann im Pongau), Österreich.
Das Haus wurde 1573 erbaut. 1919 war ein Brand. Es steht heute unter Denkmalschutz. Der zweigeschoßige alpine Bau hat ein Schopfwalmdach mit Schindeldeckung. An der Fassade findet sich die Inschrift 1573 sowie eine Sonnenuhr mit der Inschrift 1562–1905.